# Freiwillige Weiterversicherung gegen Arbeitslosigkeit
Die Freiwillige Weiterversicherung gegen Arbeitslosigkeit in Deutschland bietet seit dem 1. Februar 2006 bestimmten Personengruppen die Möglichkeit, sich freiwillig in der Arbeitslosenversicherung zu versichern. Die freiwillige Weiterversicherung war zunächst bis zum 31. Dezember 2010 begrenzt. Sie ist in § 28a SGB III geregelt. Im Beschäftigungschancengesetz, das am 1. Januar 2011 in Kraft getreten ist, wurde die freiwillige Weiterversicherung für Selbständige und Beschäftigte (künftig Antragspflichtversicherung) entfristet. Seit 2011 besteht die Möglichkeit der „Versicherungspflicht auf Antrag“.

## Berechtigte Personengruppen
- Pflegepersonen, die Angehörige mindestens 14 Stunden wöchentlich pflegen
- Selbständige mit einer wöchentlichen Arbeitszeit von mindestens 15 Stunden
- Auslandsbeschäftigte, die außerhalb der Europäischen Union oder assoziierten Staaten beschäftigt sind

## Voraussetzungen und Fristen
Voraussetzung für den Anspruch auf Weiterversicherung bei der Aufnahme einer selbstständigen Tätigkeit/Pflegetätigkeit ist eine zwölfmonatige Versicherungspflicht in der Arbeitslosenversicherung innerhalb der letzten zwei Jahre vor der Antragstellung.
Die Voraussetzung ist auch erfüllt, wenn die antragstellende Person unmittelbar vor der Aufnahme der selbständigen Tätigkeit/Pflegetätigkeit einen Anspruch auf eine Entgeltersatzleistung nach dem SGB III hatte (z. B. Arbeitslosengeld I, nicht jedoch Arbeitslosengeld II).
Der Antrag muss innerhalb der ersten drei Monate der Selbständigkeit bei der am Wohnort zuständigen Arbeitsagentur gestellt werden. Seit 2011 ist die Inanspruchnahme maximal zweimal möglich, danach ist eine freiwillige Versicherung regelmäßig nicht mehr möglich.

## Beiträge
Bis 2010 galt eine Übergangsregelung, welche eine Ermäßigung auf ein Zehntel bzw. ein Viertel vorsah. Danach wurde der Beitragssatz in zwei Schritten erhöht, 2011 auf die Hälfte, 2012 auf die volle Bezugsgröße. Begründet wurde die Erhöhung mit der Beitragsgerechtigkeit sowie einer prognostizierten Einnahmen-/Ausgabengleichheit, welche nach dem alten Stand (basierend auf den Zahlen des Gesetzentwurfs) nicht gegeben war. Die Subvention der Pflege wurde mit der gesellschaftlichen Relevanz begründet; die Sonderregelung für Pflegepersonen blieb daher bestehen. Für Existenzgründer gibt es in der sogenannten Startphase ebenfalls eine Ausnahme. Im Jahr der Aufnahme der selbständigen Tätigkeit und im darauf folgenden Kalenderjahr gilt ein reduzierter Satz von 50 %.
| Jahr | Selbständige | Selbständige | Existenzgründer *) | Existenzgründer *) | Pflegepersonen | Pflegepersonen | Auslandsbeschäftigte |
| ---- | ------------ | ------------ | ------------------ | ------------------ | -------------- | -------------- | -------------------- |
| Jahr | West         | Ost          | West               | Ost                | West           | Ost            | West+Ost             |
| 2009 | 17,64 €      | 14,95 €      | -                  | -                  | 7,06 €         | 5,99 €         | 17,64 €              |
| 2010 | 17,89 €      | 15,19 €      | -                  | -                  | 7,15 €         | 6,08 €         | 17,98 €              |
| 2011 | 38,33 €      | 33,60 €      | 19,17 €            | 16,80 €            | 7,67 €         | 6,72 €         | 38,33 €              |
| 2012 | 78,75 €      | 67,20 €      | 39,38 €            | 33,60 €            | 7,88 €         | 6,72 €         | 78,75 €              |
| 2013 | 80,85 €      | 68,25 €      | 40,43 €            | 34,13 €            | 8,09 €         | 6,83 €         | 80,85 €              |
| 2014 | 82,95 €      | 70,35 €      | 41,48 €            | 35,18 €            | 8,30 €         | 7,04 €         | 82,95 €              |
| 2015 |              |              |                    |                    |                |                |                      |
| 2016 | 87,15 €      | 75,60 €      | 43,58 €            | 37,80 €            | 8,72 €         | 7,56 €         | 87,15 €              |
| 2017 |              |              |                    |                    |                |                |                      |
| 2018 |              |              |                    |                    |                |                |                      |
| 2019 |              |              | 38,94 €            | 35,88 €            |                |                | 77,88 €              |
| 2024 | 91,91        | 90,09        | 45,96 €            | 45,05 €            |                |                | 91,91 €              |

*) im Jahr der Aufnahme der selbständigen Tätigkeit und im darauf folgenden Kalenderjahr.
Wegen der Verdoppelung bzw. Vervierfachung der Beiträge bei gleicher Leistung konnten Versicherte die Versicherungspflicht auf Antrag bis zum 31. März 2011 durch schriftliche Erklärung gegenüber der Bundesagentur rückwirkend zum 31. Dezember 2010 außerordentlich beenden.  Im Übrigen kann das Versicherungsverhältnis durch den Versicherten ordentlich mit einer Kündigungsfrist von drei Monaten zum Ende des Kalendermonats, jedoch erstmals nach Ablauf von fünf Jahren gekündigt werden.
Das Versicherungspflichtverhältnis endet aber gem. § 28a Abs. 5 SGB III auch, wenn die versicherte Person per Veränderungsanzeige mitteilt, dass sie die Voraussetzungen nach § 28a Abs. 1 SGB III nicht mehr erfüllt (z. B. wenn die selbständige Tätigkeit aufgegeben wird oder regelmäßig weniger als 15 Stunden in der Woche umfasst) oder wenn die Versicherungsbeiträge mehr als drei Monate nicht bezahlt werden.

## Leistungen
Die Leistung wird nach Qualifikationsstufen und Steuerklasse berechnet.
Im Leistungsfall erfolgte in früheren Jahren eine Differenzierung nach dem plausibelsten Arbeitsort (nicht dem Wohnort) in die Gebiete West und Ost. Dies ist inzwischen vereinheitlicht.
Es erfolgt typischerweise eine Fiktive Bemessung nach §152 SGB III, das tagesbezogene Bemessungsentgelt ergibt sich entsprechend der Qualifikationsgruppe aus 1/300 (Q1), 1/360 (Q2), 1/450 (Q3) bzw. 1/600 der Bezugsgröße. 
Berechnungsbeispiel: Monatliche Leistung bei Steuerklasse III/ohne Kind(er) (Stand 2024)
- Hoch-/Fachhochschule (Q-Gruppe 1): 1.778,10 €
- Fachschule/Meister (Q-Gruppe 2): 1.534,20 €
- Abgeschlossener Ausbildungsberuf (Q-Gruppe 3): 1.276,50 €
- Keine Ausbildung (Q-Gruppe 4): 977,70 €

### Beispiele aus früheren Jahren
Berechnungsbeispiel 1: Monatliche Leistung bei Steuerklasse III/ohne Kind(er) (Stand 2014)
- Hoch-/Fachhochschule (Q-Gruppe 1): 1.389,30 € (West) und 1.222,20 € (Ost)
- Fachschule/Meister (Q-Gruppe 2): 1.206,90 € (West) und 1.061,70 € (Ost)
- Abgeschlossener Ausbildungsberuf (Q-Gruppe 3): 1.013,10 € (West) und 882,90 € (Ost)
- Keine Ausbildung (Q-Gruppe 4): 786,30 € (West) und 666,90 € (Ost)

Berechnungsbeispiel 2: Monatliche Leistung bei Steuerklasse III/mit Kind(ern) (Stand 2012)
- Hoch-/Fachhochschule (Q-Gruppe 1): 1.442,90 € (West)
- Fachschule/Meister (Q-Gruppe 2): 1.257,00 € (West)
- Abgeschlossener Ausbildungsberuf (Q-Gruppe 3): 1.050,90 € (West)
- Keine Ausbildung (Q-Gruppe 4): 810,90 € (West)

Berechnungsbeispiel 3: Monatliche Leistung bei Steuerklasse I/ohne Kind(er) (Stand 2012)
- Hoch-/Fachhochschule (Q-Gruppe 1): 1.141,50 € (West)
- Fachschule/Meister (Q-Gruppe 2): 985,80 € (West)
- Abgeschlossener Ausbildungsberuf (Q-Gruppe 3): 822,30 € (West)
- Keine Ausbildung (Q-Gruppe 4): 654,90 € (West)

Berechnungsbeispiel 4: Monatliche Leistung bei Steuerklasse I/mit Kind(ern) (Stand 2012)
- Hoch-/Fachhochschule (Q-Gruppe 1): 1.274,40 € (West)
- Fachschule/Meister (Q-Gruppe 2): 1.101,00 € (West)
- Abgeschlossener Ausbildungsberuf (Q-Gruppe 3): 918,30 € (West)
- Keine Ausbildung (Q-Gruppe 4): 811,20 € (West)

Hierbei richtet sich die Dauer der Leistung nach der Dauer der Einzahlung und dem Lebensalter.
Personen unter 50 können maximal für 12 Monate ALG I erhalten, Personen über 58 für 24 Monate. Ein Anspruch entsteht erst nach zwölf gezahlten Beiträgen, d. h. es müssen erst ein Jahr lang Beiträge gezahlt werden, um überhaupt einen Anspruch auf Leistungen zu haben. Oder die versicherte Person war vor Eintritt der Selbständigkeit bereits sozialversicherungspflichtig beschäftigt. Dann werden diese Zeiten ebenfalls berücksichtigt.

## Einzahlungs/Auszahlungs-Verhältnis
Während bis 2010 die freiwillige Arbeitslosenversicherung durchaus attraktiv war, ist dies aufgrund der geänderten Regelungen spätestens ab 2012 mindestens fraglich. Für Pflegetätigkeiten ergibt sich keine Verschlechterung; für alle anderen Bereiche empfiehlt sich eine erneute Kosten-/Nutzenrechnung.
|      | Q1 West, selbständig | Q4 West, selbständig | Q1 West, Pflege | Q4 West, Pflege |
| ---- | -------------------- | -------------------- | --------------- | --------------- |
| 2010 | 69                   | 40                   | 174             | 98              |
| 2012 | 16                   | 9                    | 174             | 98              |